# Юсупов, Руслан Хамидович
Руслан Хамидович Юсупов (29 декабря 1955 год, Гудермес, Чечено-Ингушская АССР, РСФСР, СССР) — российский чеченский поэт и публицист. Является почетным председателем Союза журналистов ЧР, членом Союза писателей России. Награждён орденом «За развитие парламентаризма в ЧР». Заслуженный работник культуры Чеченской Республики (2006).

## Биография
Родители Руслана Юсупова были депортированы 23 февраля 1944 год в Казахскую ССР. Отец Руслана, инженер-геолог Хамид Юсупов, на Казахстанской земле несколько лет осваивал степи. По возвращении на малую родину он умер в 37 лет.
В старших классах школы №107 Руслан Юсупов руководил творческим кружком и публиковался в районной газете «Красное Знамя».
Руслан Юсупов проживает в г. Гудермес, Чеченская республика.
С 2002 года Р. Юнусов занимает должность редактора отдела политики в чеченской газете «Гумс», публикуется в журнале «Вайнах». Также он член Общественного Совета при Президенте Чеченской Республики. Свои произведения Руслан Юсупов пишет на русском и чеченском языках.

Награждён медалью имени Михаила Юрьевича Лермонтова «За высокие достижения» Министерства культуры ЧР.
В 2001 году в Москве издан его первый сборник стихов «Дорога из ада». В 2006 году вышел в свет книга «Огонь души». Затем, в 2015 году вышел и третий сборник «Души натянутые струны».
С 2006 год является руководителем информационно-аналитического Управления аппарата Парламента ЧР.

## Критика
Литературные критики достаточно положительно отзываются о поэзии Руслана Юсупова.
«В его строчках спокойное изложение фактов. Смело можно сказать, что его стихи полны дыхания окружающей жизни,» — отмечает И.Хатуев.
«Руслан Юсупов пишет как на русском, так и на чеченском языках. Его произведения бесценны для народа», — считает писатель А.Газиева.
Литературный критик Лидия Довлеткиреева считает стихи Р. Юсупова "пронзительной лирикой".

## Награды
Победитель в номинации «Лучшая публикация» Международного конкурса журналистов.
Лауреат премии академика А. Сахарова «За журналистику как поступок» — 2003
Лауреат Всероссийского конкурса «Мирный Кавказ»
Лауреат премии «Золотой орел» в номинации «За укрепление дружбы между народами» Лауреат конкурса «Лучшая авторская работа в СМИ»
Лауреат премии Интеллектуального Центра Чеченской Республики в номинации «Журналист года».
Победитель Международного конкурса журналистов «Золотое перо».
Благодарственное письмо Президента Чеченской Республики (2008).